# 西藏菜

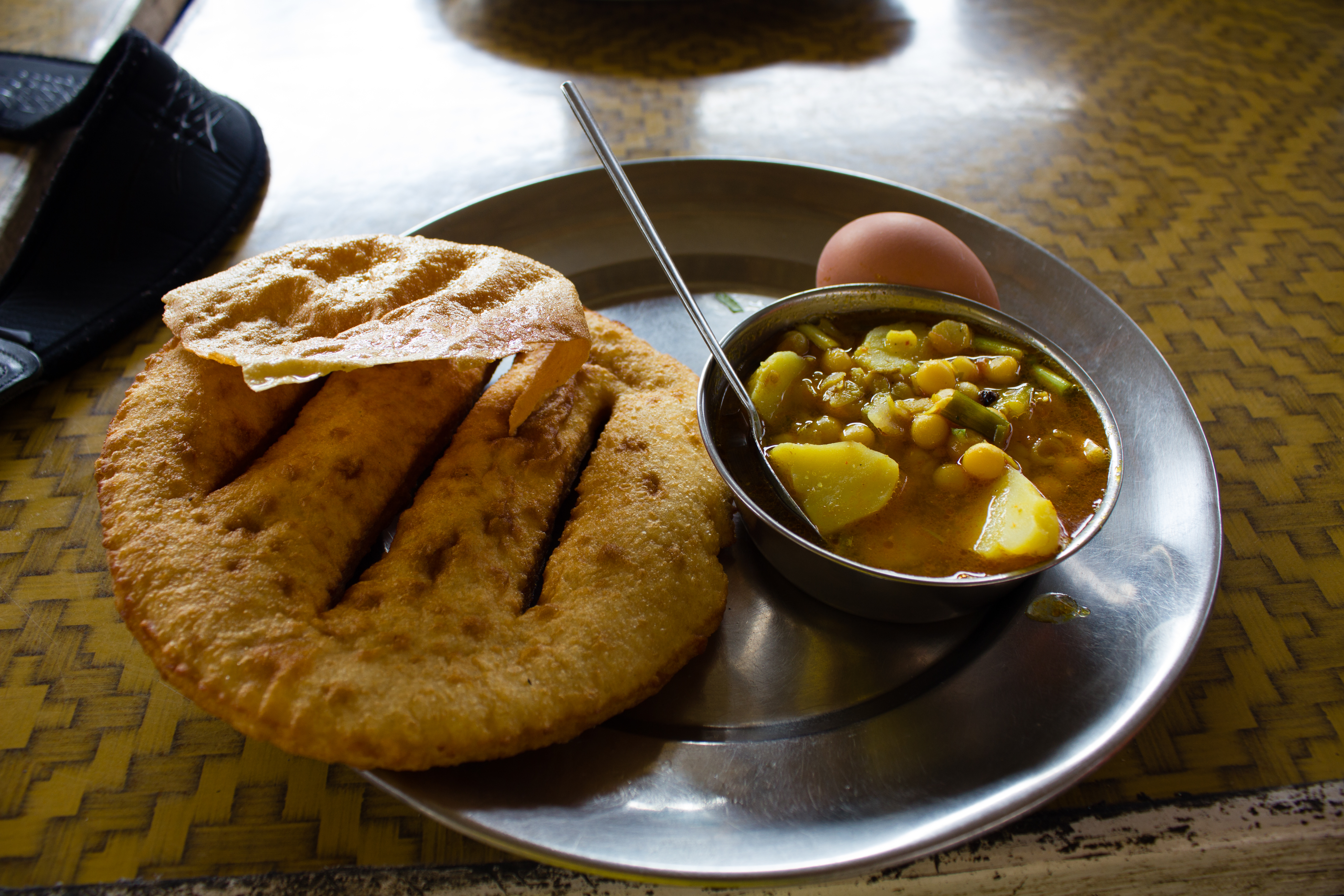
西藏早餐

西藏菜（简称藏菜）是藏區（含青海、西康）的藏族民族特色菜系，共有二百多种，下有羌菜、荣菜、卫藏菜、和西藏宫廷菜四种支系。由于文化、气候、物产等的差异，西藏菜与其他中国菜大有不同。

## 支系

### 羌菜
以那曲、阿里为代表的高寒牧区饮食，具有调理高山寒凉气候之功效。主要原料为酥油、奶酪、酸奶、牛蹄。羌菜的特色是取料单一，注重原汁原味。口味偏淡、香鲜、酸咸。

### 荣菜
以墨脱、梓木、林芝为代表的藏东南低海拔地区饮食，其特色是取材于高山森林的野生药材和菌类多过其他风味。口味偏清鲜、咸中带甜，烹饪方法原始，擅长烤制香猪。

### 卫藏菜
以拉萨、日喀则、山南等地农区或半农半牧区的饮食，其主要原料为牛羊肉、奶制品、农作物。卫藏菜的特色是取料广泛，注重火候。口味偏鲜咸、淡爽，烹饪方法多闷、炒、炸、烧、煮。

### 宫廷藏菜
是在各种藏菜风味的基础上采各家之长而合成的综合藏菜风味。于光绪年间吸收了内地菜肴，特别是部分满汉全席而形成。
西藏宫廷菜形后长期只流行于西藏上层贵族阶级中，其特色是烹饪精细，受各方人士的接受度高。

## 菜式
| - 糌粑 - 酥油茶 - 退(酥酪糕) - 卓退(人参果糕) - 秋尔退(奶酪糕) - 玛尔森(酥油面糕) - 馍东(藏式窝头) - 米聂菠萝(奶酪包子) - 夏馍(肉包子) - 夏八列(肉饼) - 加热(酒饼) - 扎卡森(藏式薄饼) | - 仲吐(青稞粥) - 莎吐(荨麻糊) - 糌吐(糌粑糊) - 秋瑞(奶酪糊) - 岗木吐(青豆糊) - 夏八差(肉炒面疙瘩) - 巴差玛尔库(酥油浇面疙瘩) - 巴吐(面疙瘩汤) - 观胆(青稞酒奶酪红糖汤) - 尼雾汁(醪糟煮油汁) - 听吐(拉面) | - 蕃吐(藏面) - 列吐(扁面) - 败塔(带面) - 卓吐(打卤面) - 耐吐(青稞打卤面) - 塔尔细(四角面) - 比西(汤心面) - 藏鸡烧香菇 - 蜂乳酱菜 - 生牛肉酱 - 萝卜炖牛肉 - 手抓羊肉等 |